# ワンステップバス
ワンステップバスとは、乗客が乗降しやすいように乗降口のステップを1段だけとしたバス車両である。中ドアに車いす用スロープを設けることにより、車いすでの利用が可能となる。

## 概要
日本の旧交通バリアフリー法（現在のバリアフリー新法）にもとづいて定められた「公共交通移動等円滑化基準」としての「移動等円滑化のために必要な旅客施設又は車両等の構造及び設備に関する基準」には「床面の地上面からの高さは、六十五センチメートル以下でなければならない。」とされている。これは初の本格的なワンステップバスである「京急型ワンステップバス」の床面高さが当初650 mm だったためと言われているが、現在日本で製造されているワンステップバスは床面高さが530mm程度である。
また多くのワンステップバスは、エアサスペンションを採用することにより乗降時に車高を下げて歩道との段差を少なくするニーリング機能が装備されている。
なおワンステップバスをベースにして、ドアのステップを2段に変更し、段差を低くしたバスも東京都交通局（都営バス）や西日本鉄道、新潟交通に存在し、都営のものは「らくらくステップバス」と称された。
乗降口にステップが残る一方で、ノンステップバスに比べて専用部品が少ないために車両価格が安いことや、車内での段差が少ない分収容力に優れることが特長であり、ノンステップバスよりもワンステップバスを主体に導入している事業者もある（西鉄バスなど）。また遠鉄バスのように、バリアフリー対応車はノンステップバスのみの導入から輸送力を重視してワンステップバスの導入との併用に切り替えた事業者も存在する。
2017年現在、国産のワンステップバスは、三菱ふそう・エアロスター1車種のみとなっている。

## 低床化への動き

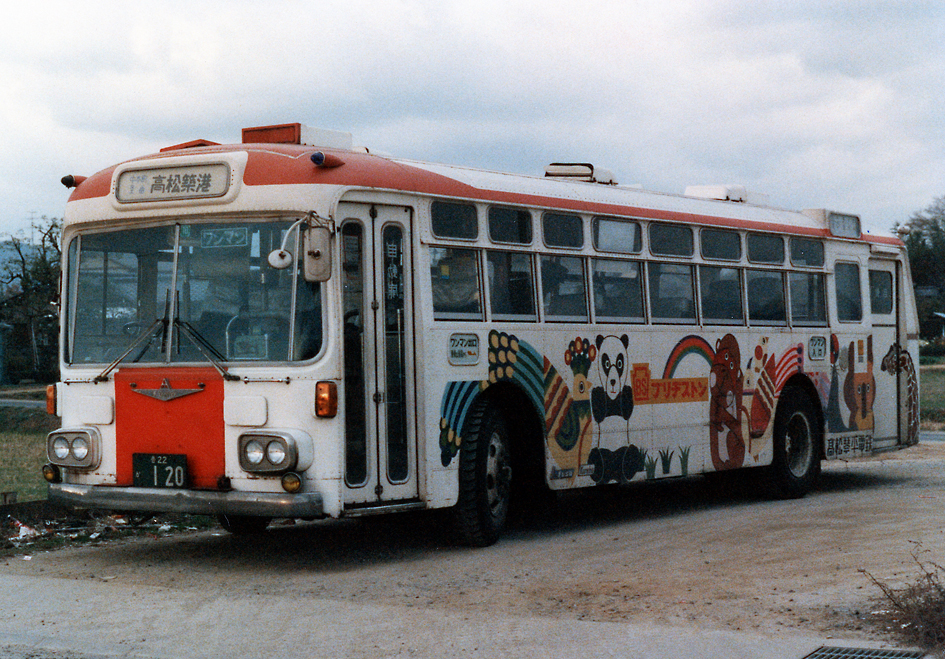
B820J 高松琴平電鉄

日本における初の大型ワンステップバスは、1970年（昭和45年）に登場した三菱自動車工業（現・三菱ふそうトラック・バス）B820J型（後乗り前降り、ボディーは呉羽自工製）である。
エンジンを右側にオフセットするなど特殊な構造を採用し、床面高さは580mmを実現していた。しかしこの特殊な構造で最低地上高=ロードクリアランスが低くなってしまい、そのためこれが走行上の制約となり、実際の導入例は多くが空港ランプバスで、路線バスとしては大阪市交通局（大阪市営バス、現大阪シティバス）と高松琴平電鉄、高松バス（共に現・ことでんバス）の3社局のみの導入であった。
1973年（昭和48年）、日野自動車工業（当時）は運輸省（現・国土交通省）のプロジェクトで大都市用モデルバスを試作する。RC系をベースにして車体は全長12mの3扉で、偏平タイヤを採用し、床面高650mmのワンステップ構造となった。また、トランスミッションにはトルクコンバータ式のオートマチックトランスミッションを採用している。
東京と大阪で試験運行が行われたが、大きすぎる車体のため混雑した道路での機動性に欠け、その後の実用化にはつながらなかった。
同じく1973年（昭和48年）に三菱自動車工業が床面を640mmに下げたバスを試作し、名古屋鉄道（現・名鉄バス）に納入している。1978年（昭和53年）には床面をさらに20mm下げたバスを試作し、同じく名古屋鉄道に納入している。
これらのバスは無理な低床化により、前輪アクスルの構造に難があり、車両価格が高いうえ、整備面での難点も多く、後が続かなかった。
その後、前述の交通バリアフリー法の制定により、一気にワンステップバスやノンステップバスが普及した。

## 京急型ワンステップバス
本格的に普及したワンステップバスは、1988年（昭和63年）に京浜急行電鉄（現・京浜急行バス）が日野自動車工業（現・日野自動車）と共同で開発したものが嚆矢であり、いわゆる「京急型ワンステップバス」と呼ばれるものである。
「京急型ワンステップバス」は、安価なワンステップ車体を目指し、従来の都市型低床車（扁平タイヤ低床車）をベースとしながらも、前扉から中扉までの床面高さを650mmに抑え、各扉のステップを一段とし、中扉より後ろの床は一段上げ、後車軸や駆動系などを従来のツーステップバスと同じ構造としたものである。新規開発部分は前輪アクスルのみとなり、安価にワンステップバスが製造でき、現在日本で生産されているワンステップバスは基本的にこの「京急型」に準ずる。その後、日野自動車工業以外の日本の3メーカーもこの「京急型」に対応している。
初期は改造扱いであったため首都圏では京浜急行電鉄、同じく京急グループの川崎鶴見臨港バス、川崎市交通局、京王グループ、東武鉄道（現・東武バスセントラルなど）、その他関西圏のごく一部の大手事業者のみの導入であったが、床面高さが530mmとなった1996年（平成8年）頃から正式に発売され、その他バス事業者も導入するようになった。床面高さが530mmとなったことにより、角度的にスロープでの車いす利用が容易になり、車いす用スロープ（渡り板）が標準装備されるようになった。2000年代になるとワンロマのベース車にもなり、近距離の流用貸切や深夜急行バスにも活躍の幅を広げている。

## リフト付超低床バス

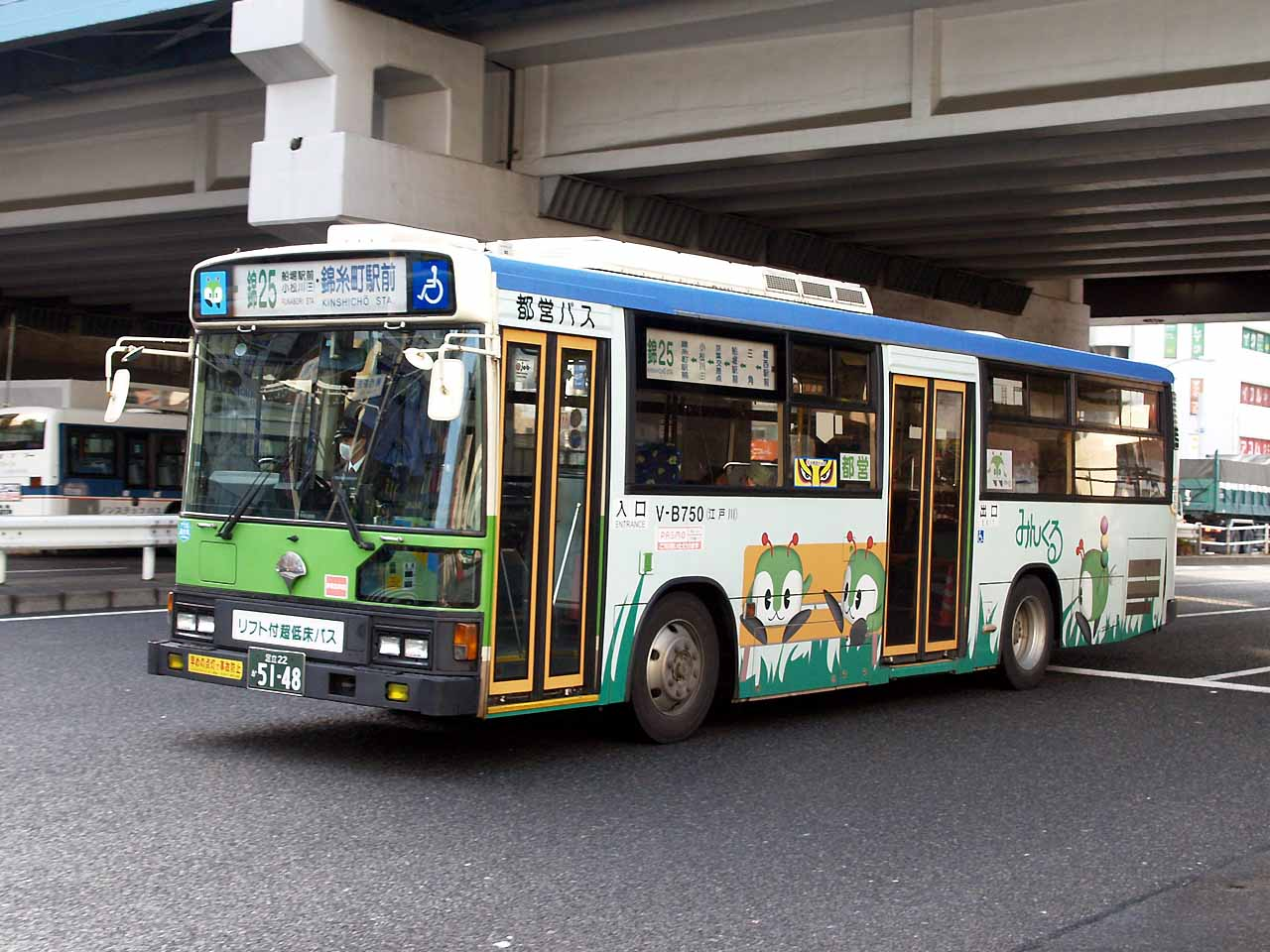
リフト付超低床バス 日野ブルーリボン
KC-HU2MLCS（東京都交通局）

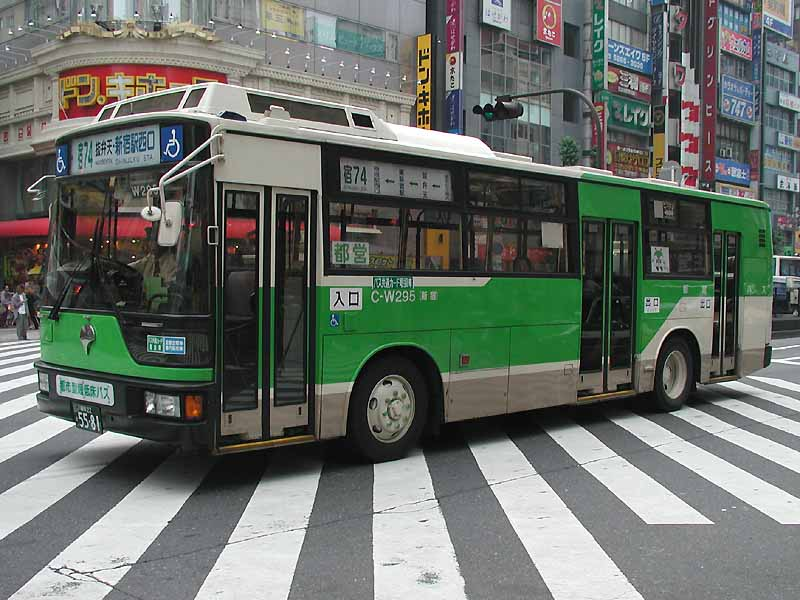
リフト付超低床バス 三菱ふそう初代エアロスターK
MP6X（東京都交通局）

1991年（平成3年）に東京都交通局向けに初めてワンステップ超低床車が4メーカー全てから「都市型超低床バス」の名称で試作車として登場した。後部までワンステップ低床構造で、床面高さは前扉部で550 - 560mm、後部扉部で580 - 590mmとなった。外観上は3ドアが最大の特徴であった。
1992年（平成4年）製からは2ドア化され、中ドアには車いす用のリフトを設置した、いわゆる「リフト付超低床バス」となった。全メーカーが製造したが、特注の高価な車両のため、都営以外の納入例はごくわずかである。1996年（平成8年）まで製造された。
各社とも、車体の構造が通常のツーステップバスとは大幅に異なり、エンジンの搭載方法も日産ディーゼル（現：UDトラックス）と日野自動車工業は縦置きで運転席側にオフセットして搭載、三菱自動車工業は直立横置きでTドライブを採用、いすゞ自動車はエンジンを従来の直列6気筒からV型8気筒に変更し、前後長を短縮して、いずれも後部までの低床に対応している。大阪市交通局ではこの構造を生かして、前後扉ワンステップバスを導入している。
超低床バスは、以前はワンステップバス全般を指していたが、現在ではこれらの都営向きリフト付超低床バスおよびその派生車種を指す事が多い。
なお、都営バスは2005年（平成17年）以降、環境対策の抜本的改革の一環として引退車両の譲渡を極力認めない方針としたため、前述のらくらくステップ車共々、日本国内での再使用は見込まれないとされており、2005年（平成17年）以前に譲渡された株式会社東陽バス事業部・サンデン交通・宇部市交通局が唯一の譲渡例となる。ただし、大阪市交通局など東京都交通局以外が導入した同型車には、譲渡例が見られる。
※NOx・PM規制により、首都圏の九都県市では1995年（平成7年）式まで廃車（地方への譲渡または輸出）が進んでいる。

## 中型車・中型ロング車

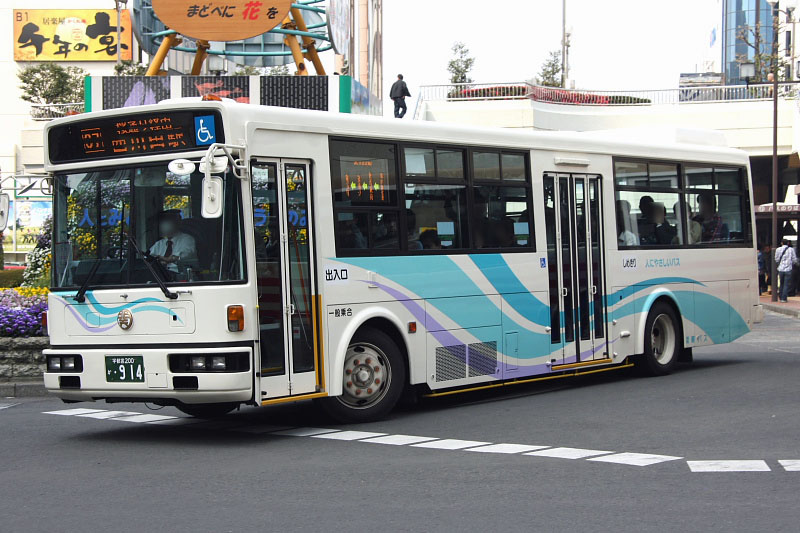
中型ロング車 日産ディーゼル
U-JP211NTN（関東自動車）西工58MC

中型車はホイール径（タイヤ外径）が大型車に比べて小さいため、若干の改造でのワンステップ化が可能であり、ワンステップバスも大型車より早くから製造されている。
1988年（昭和63年）から西日本車体工業製のボディを架装した日産ディーゼル（現：UDトラックス）の中型車P-RB80系の製造が始まり、翌1989年（平成元年）に床面高さ630mmのワンステップ低床モデルが追加される。このバスが正式に発売された国内初のワンステップバスといわれている。P-RB80系は1990年（平成2年）に排出ガス規制対応に伴いモデルチェンジし、U-JM210系となる。
このU-JM210系をベースにして1992年（平成4年）、西鉄北九州線代替バス向けの大型ワンステップバス日産ディーゼルU-JM210GTN改が、西日本鉄道（現・西鉄バス北九州）向けに製造された。この車両は、のちにJP系と称される事になる中型ロング車（中型長尺車）の原型で、中型車の車体を伸ばして全長10.5mと大型車並みにしたものである。
西鉄北九州線代替バスとして導入する関係上、50台もの大量導入が必要であったため、生産台数も少なく高価であった当時の大型ワンステップバス（東京都型）やリフトつきバスの導入は到底不可能で、低価格のワンステップバスが求められたのがその背景である。トランスミッションの変速を電気指令のフィンガーシフトとし、ロッド類を廃して床下のスペースを捻出、床面高さ580mm（ステップ高1段目310mm、2段目270mm）を実現した。中型車をベースとしたため車体断面は中型車とほぼ共通で、全幅は2.3mクラスであるが、定員は大型車並みの76名となっている。
試作当初は床面高さが580mmであったが、改良が進み、1994年（平成6年）には530mm（1段目280mm、2段目250mm）まで低床化が進んだ。この改良の過程では車椅子スロープの実寸模型を製作しての検証も行われたほか、前輪タイヤハウスに穴をあけ、満員乗車状態で急ハンドルを切り、何mm下げられるかを実測するという実験も行われた。
こうして実現した床面高さ530mmのワンステップバスは、日産ディーゼル・U-JP211NTNとして量産化され、西鉄をはじめ、京王帝都電鉄（当時）などで導入された。床面高さが530mmとなったことにより、角度的にスロープでの車いす利用が容易になった。中型バスJM系も同様の構造となり、他社も中型車のワンステップ化に追随し、1996年（平成8年）頃には各社とも床面高さ530mmの中型ワンステップバスがラインナップに加わるようになった。

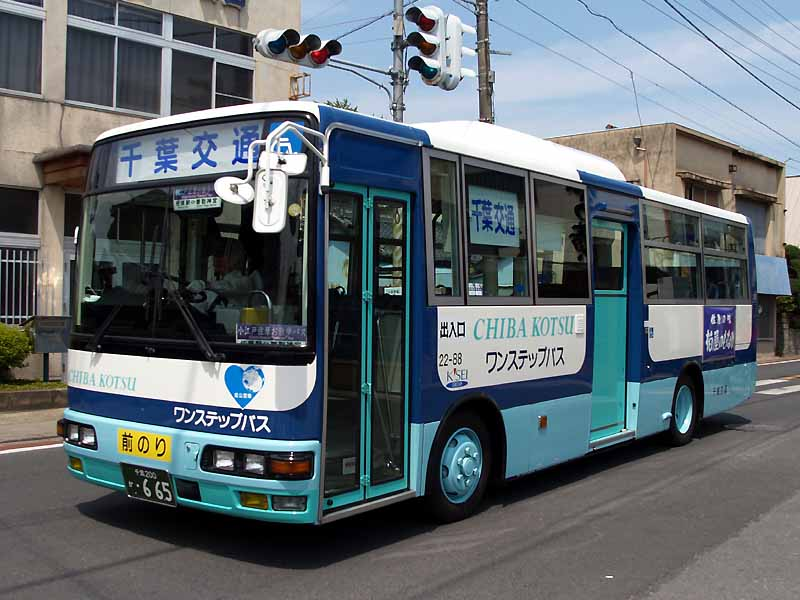
三菱ふそう・エアロミディMK
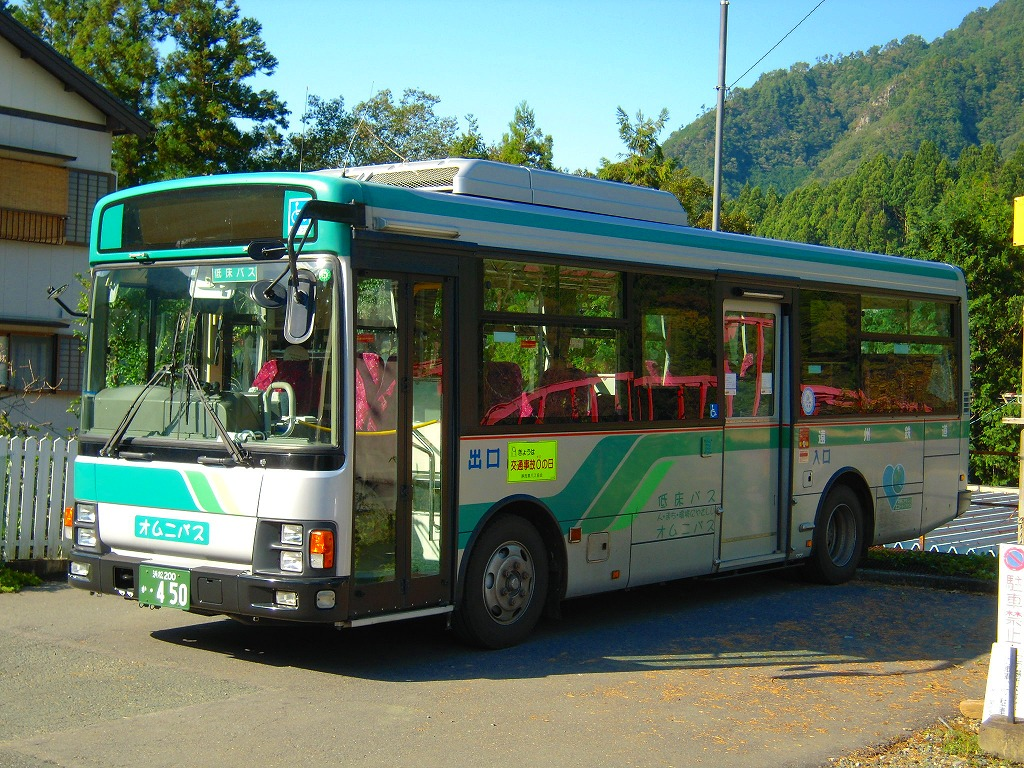
いすゞ・エルガミオ
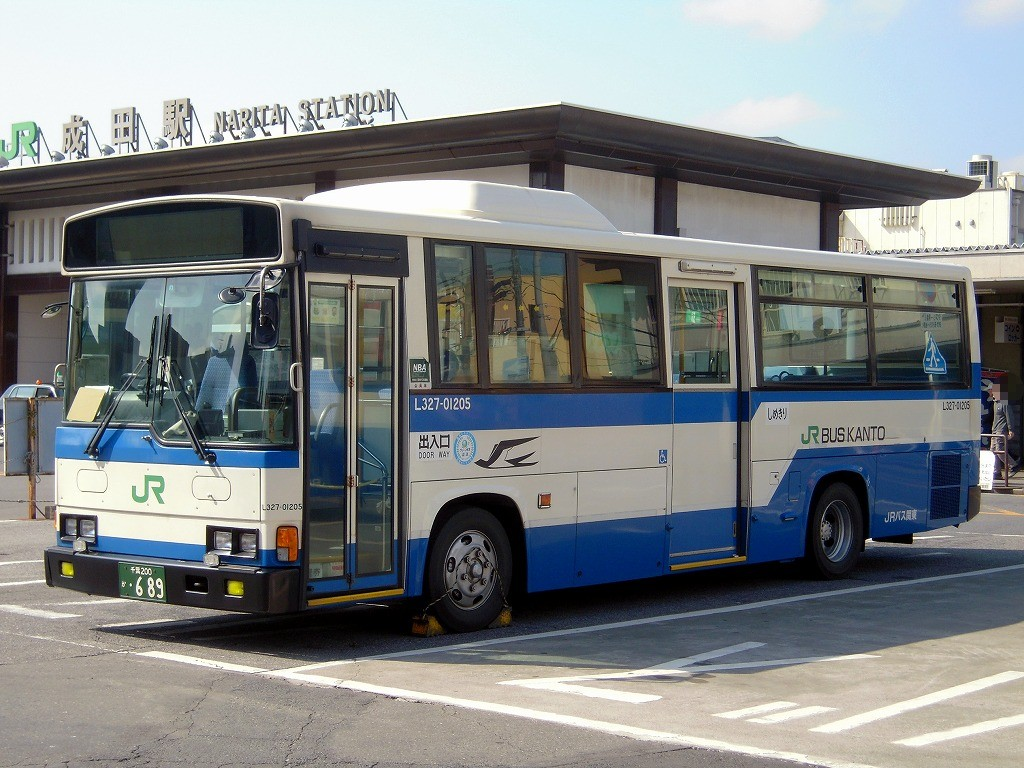
日野・レインボーRJ
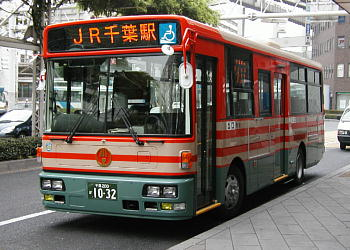
日産ディーゼル・RM

## 中型短尺車

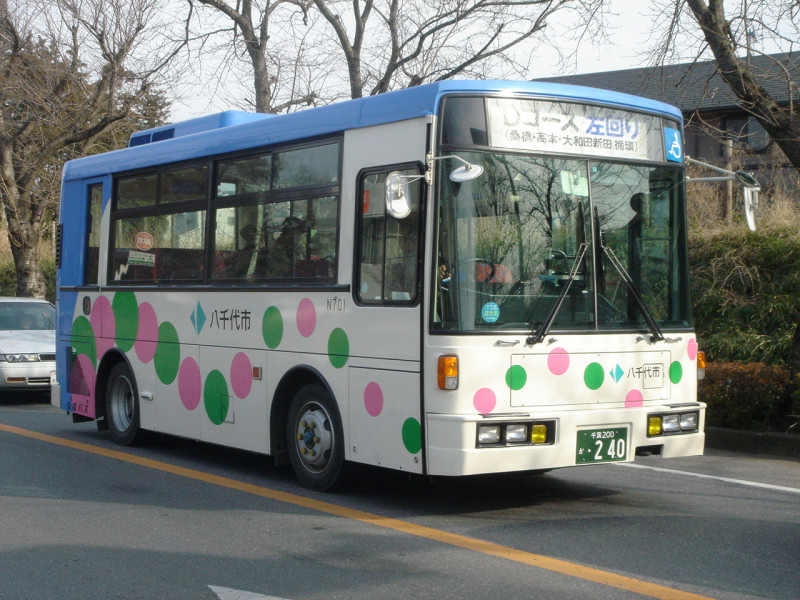
中型短尺車（日産ディーゼル・RN）

1996年（平成8年）に日産ディーゼル工業、富士重工業と当時の京王帝都電鉄（現・京王電鉄）とが共同開発した中型短尺（中型ショート）ワンステップバス（KC-RN210シリーズ）も製作された。このバスは全高が中型車並みではあるが全長が小型車並みの長さである6.99mで、幅も中型車とほぼ同じ2.3mとなっている。これにより小型車並みの全長でも最大48人乗りとなった。これにより鋭角交差点や急カーブ通過の問題が少なくなる利点も出た。床面高さは約530mmとなっている。
この車両は事業者により「中型車」または「中型短尺車」と分類されている場合もあれば「小型車」扱いとしている事業者も存在する。

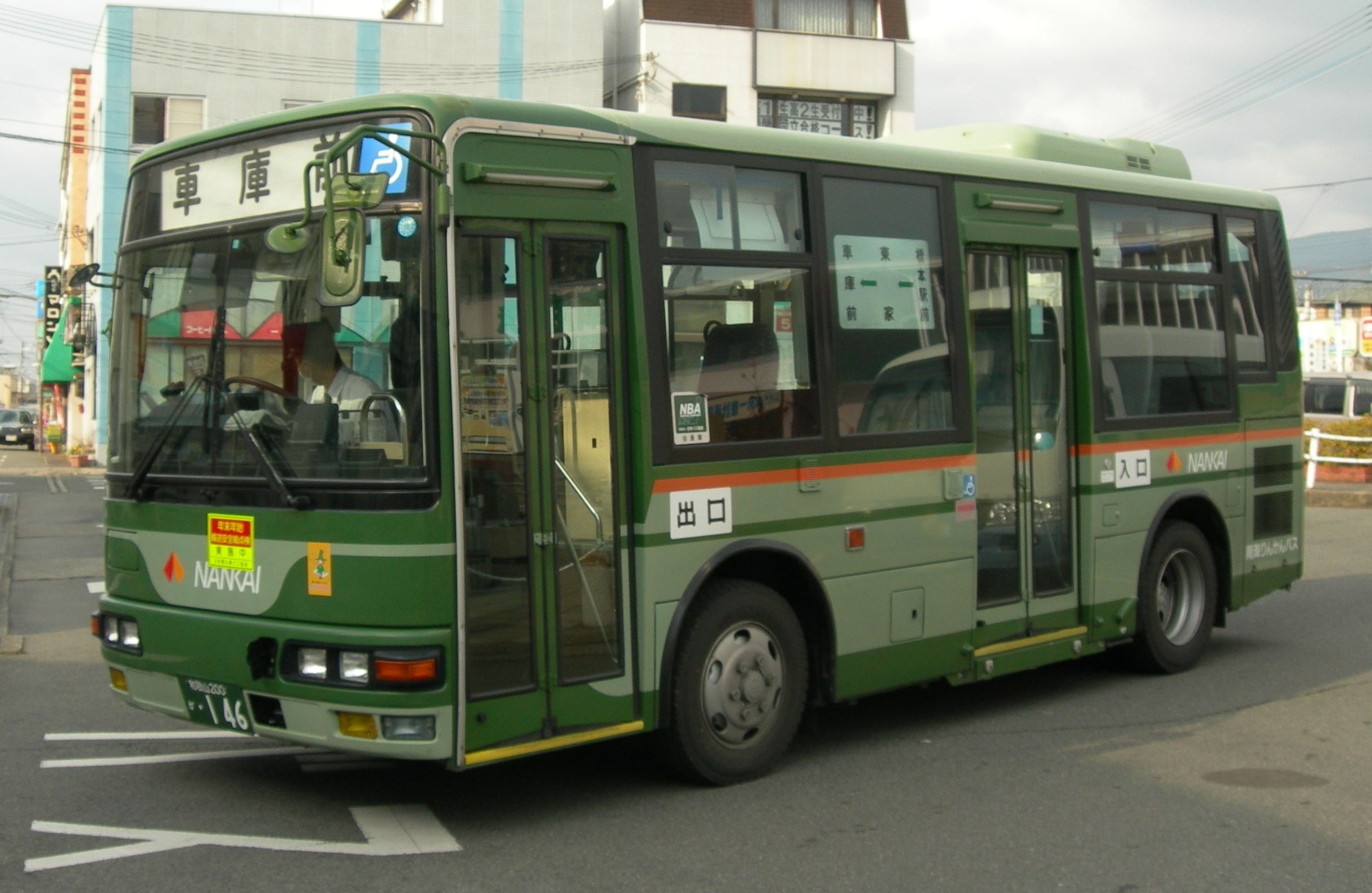
三菱ふそう・エアロミディMJ
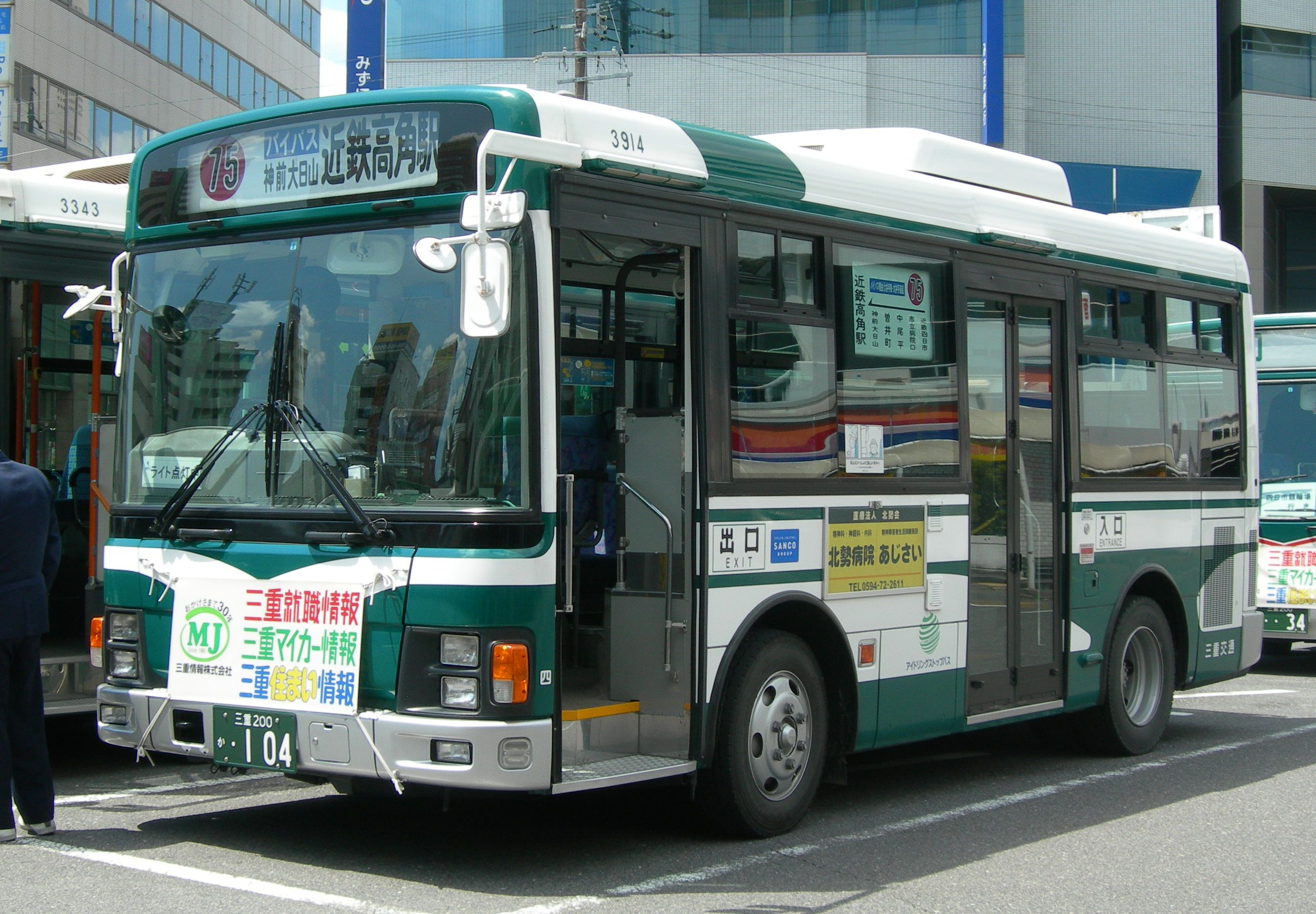
いすゞ・エルガミオ7m

## 注記
1. 1 2  京浜急行電鉄が提唱した呼称であり、公式サイトの用語集にも記載されている（用語解説 わ行）。
2. ↑  もっとも、西鉄バスは2013年以降ノンステップバスのみの導入に切り替えている。
3. ↑  大阪市交通局では試験的に1台のみ導入した。（大阪市交通局 車両辞典 バス）
4. 1 2 3  シップ・アンド・オーシャン財団の平成8年度船舶等交通機関の乗降機能向上に関する研究開発報告書において、「京急型ワンステップバス」「東京都型ワンステップ」「西鉄型ワンステップ」という表記がみられる。
5. ↑  バスラマ・インターナショナル5号「21世紀に向けた本格的な低床バスをめざして」では、東京都交通局自動車部車両課主査の談話として、日本のどのバス事業者にも対応できる車両、という考えによるものであるというコメントがある。
6. ↑  ただし、2008年（平成20年）度よりKC-代車に対し条件付で譲渡を再開したほか、石原知事退任後、都議会の平成25年予算特別委員会にて、今後廃車する車両がすべて排出ガス規制に適合することから、中古車両として売却し有効活用を図るとしている。
7. ↑  試作車として導入された1995年（平成7年）式のいすゞU-LV324K改（局番:P-A531~A533、巣鴨所属）についても、2007年度に引退、解体されている。